# Nationale Strippenkaart

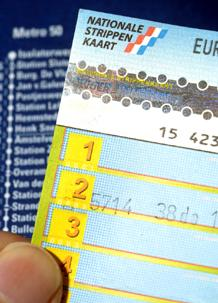
Nationale Strippenkaart

De Nationale Strippenkaart (kortweg: "strippenkaart") was een vervoerbewijs dat van 8 mei 1980 tot 3 november 2011 gebruikt werd in het Nederlandse openbaar vervoer.

## Intrede kaartintegratie

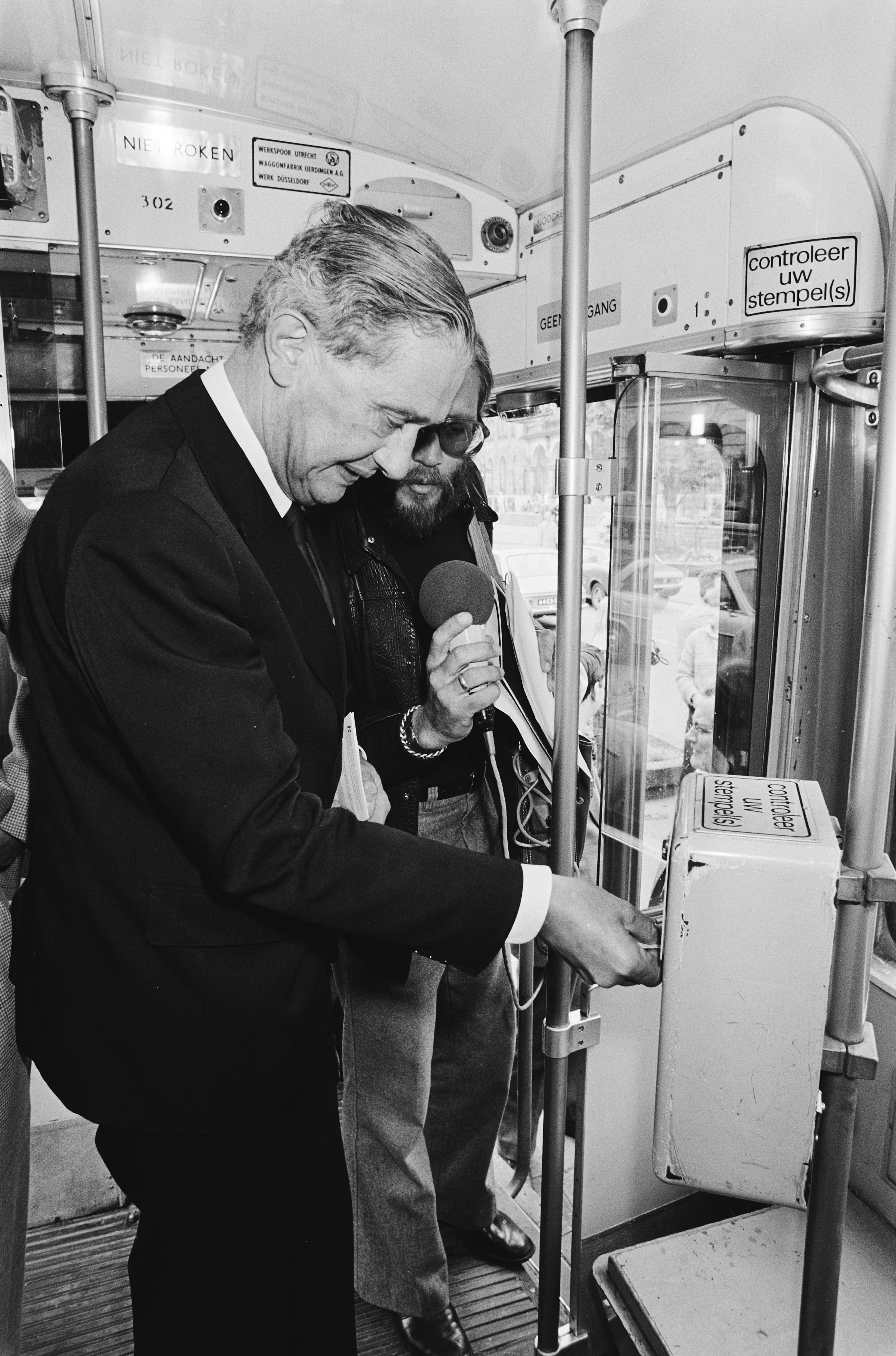
Minister Tuijnman stempelt de eerste strippenkaart in Rotterdam.

Tot de jaren zeventig was er geen gezamenlijk kaartsysteem in het Nederlandse stads- en streekvervoer. Elk vervoerbedrijf had zijn eigen kaartjes op basis van een eenheidstarief of sectietarief en de bedrijven (of de gemeenten) bepaalden zelf de tarieven. Wanneer reizigers overstapten op een bus, tram of metro van een andere exploitant dienden zij zich te voorzien van andere kaartjes of abonnementen.
De Nationale vierrittenkaart in de jaren zeventig maakte dit deels niet meer nodig. Deze kaart kon in Nederland worden gebruikt bij  stadsvervoerbedrijven maar ook bij streekvervoerbedrijven die een stadsdienst exploiteerden. Alhoewel uitgegeven door de NS was de kaart niet geldig op de trein, maar alleen voor stadsritten en niet voor het streekvervoer.

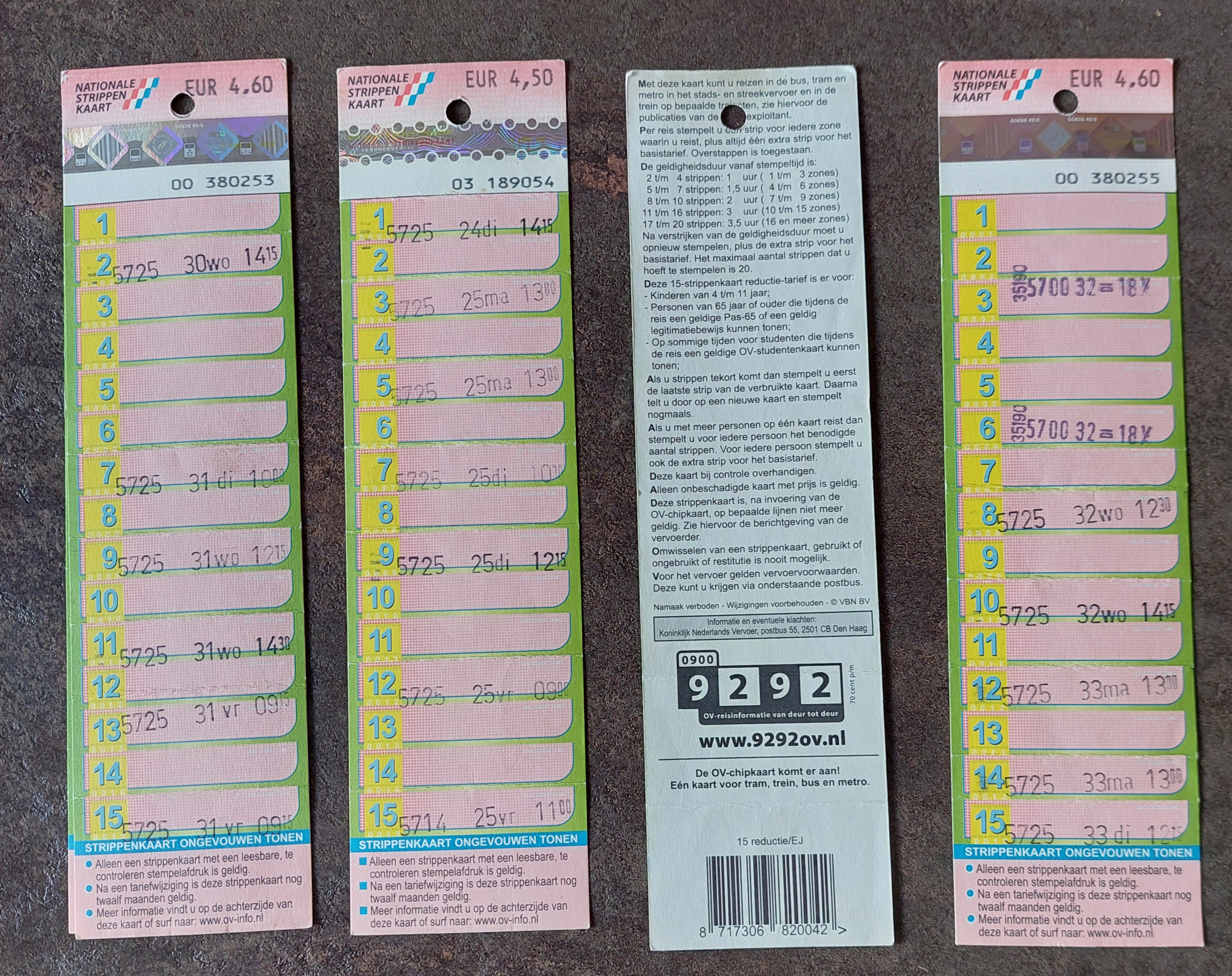
Strippenkaart met korting uit ca 2013.

Toen in de jaren zeventig de Rijksoverheid de tekorten van de vervoersbedrijven overnam, eiste zij ook zeggenschap over de tarieven. Daarom werd in 1974 in Rotterdam en in 1977 in Amsterdam het zonetarief ingevoerd. De bedrijven hielden hun eigen vervoersbewijzen, maar de tarieven werden door het Rijk bepaald. Eind jaren zeventig schafte Rotterdam zijn eigen meerrittenkaarten af en werden die vervangen door de Nationale 4-rittenkaart. Ook bij het streekvervoer werd geleidelijk het sectietarief vervangen door het zonetarief.
In 1980 werden de kaartjes in het stads- en streekvervoer geheel geharmoniseerd: de toenmalige minister Tuijnman van Verkeer en Waterstaat van kabinet-Van Agt I voerde op 8 mei 1980 de Nationale Strippenkaart in. Aanvankelijk bestond alleen de 15-strippenkaart die voor vijf gulden kon worden aangeschaft.
Om het publiek kennis te laten maken met de strippenkaart was uitgebreide voorlichting noodzakelijk. Daarom werd er door Postbus 51 een voorlichtingsspotje uitgezonden waarin het komische duo De Mounties de strippenkaart probeerde. De leus van de reclamecampagne was Overal, Overal (met de strippenkaart kom je overal). Volkszanger Sjakie Schram bracht zelfs een single met de titel Overal met je strippenkaart uit om deze bij het publiek bekend te maken.
Op 1 oktober 1980 werd de strippenkaart landelijk ingevoerd - met uitzondering van Den Haag - en verdwenen de eigen kaartjes. De 15-strippenkaart kostte toen ƒ 5,35. Bij het streekvervoer kwam het retourtje te vervallen. Gelijktijdig werd het Sterabonnement ingevoerd. Samen vormden deze de Nationale vervoerbewijzen (NVB), voorheen bekend als het Nationaal Tarief Systeem (NTS).
Den Haag voerde de strippenkaart pas op 1 oktober 1981 in. Daarvoor kon men wel met een strippenkaart in Den Haag reizen, maar dan diende men altijd 2 zones, dus 3 strippen, af te stempelen en was men duurder uit (behalve op de buitenlijnen). Dit gold ook bij de nachtbus in Amsterdam en Rotterdam, waar het zonetarief niet gold. Hier was men voor een 1 zone rit duurder uit maar voor een 3 zone rit goedkoper.

### Voor- en nadeel
De reden voor de invoering was de wens vanuit de politiek om het reizen met het openbaar vervoer te vereenvoudigen door "kaartintegratie". Een voordeel voor de vervoerbedrijven was dat de verkoop van strippenkaarten en abonnementen hoofdzakelijk op andere plaatsen dan in de tram of bus plaatsvond. Hierdoor ontstond er tijdwinst in de dienstregeling waardoor de reistijden voor de reiziger verkort werden. Daarnaast bespaarde het kosten voor het vervoerbedrijf doordat bussen efficiënter konden worden ingezet.
De kaartintegratie was echter nadelig voor de bedrijfsvoering van de stads- en streekvervoerbedrijven omdat hierdoor belangrijke gegevens over gerealiseerde reizigerskilometers per vervoerbedrijf niet langer konden worden geproduceerd. Voor de strippenkaart werd immers één tarief gehanteerd en hij was landelijk geldig. Er waren alleen gegevens over kaartverkoop, maar niet over het gebruik van de kaarten. Hierdoor werd het moeilijk, zo niet onmogelijk, om prestaties van vervoerbedrijven te beoordelen. Daarom wilden de vervoerbedrijven weer van de strippenkaart af. In de jaren tachtig werd daarom gewerkt aan een elektronisch betaalsysteem onder de naam De MagneetKaart. Dat project mislukte echter.
Voor het meten van de door elk vervoerbedrijf gegenereerde kaartopbrengsten werd vanaf 1986 het zogenaamde WROOV-systeem gehanteerd. Dit systeem had als nadeel dat het geen informatie leverde over de prestaties van de vervoerbedrijven en over het aantal vervoerde reizigers. Om aan deze informatie te komen werd van 1984 tot 1994 het VIS-systeem gebruikt (VIS staat voor Vervoer Informatie Systeem). Door middel van teltredes die op een gedeelte van het tram en buswagenpark was of werd aangebracht, werd getracht aan te geven hoeveel reizigers in- en uitstappen. Zo kon de bezettingsgraad gemeten worden en deze wordt weer gebruikt om de inzet van trams en bussen vast te stellen. Met het VIS-systeem werd echter niet aangegeven hoeveel betalende reizigers worden vervoerd.

## Berekeningsgrondslag

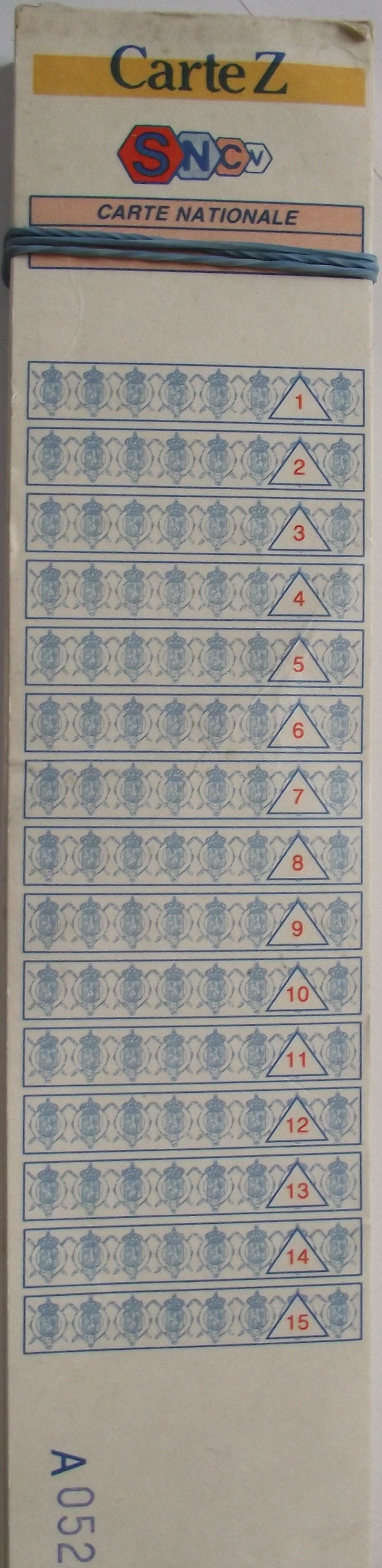
Strippenkaart België

De berekeningsgrondslag voor het tariefsysteem was de zone. In de steden is dit een geografisch gebied met een gemiddelde doorsnede van 4 à 4,5 km waardoor verschillende lijnen konden lopen. In de streek, buiten de steden, is de zone een lijngedeelte met een gemiddelde lengte van 4 à 4,5 km. Er bestond een relatie tussen het betaalde tarief en de met het openbaar vervoer afgelegde afstand. Naast dat de prijs van de strippenkaart later frequent werd verhoogd, werden de zones kleiner, zodat de strippenkaart over grotere afstanden meer ging kosten. De oude kaartjes verdwenen op 1 oktober 1980, behalve in Den Haag, waardoor het Becksonapparaat in streekbussen overbodig werd.
De zones die nog in gebruik zijn voor het sterabonnement waren van toepassing op de strippenkaart. Het aantal afgestempelde strippen bepaalde het gebied waarin men mocht reizen en de maximale reistijd: het was het nominale aantal zones plus 1 basisstrip. Dat betekent dat men na het stempelen van 3 strippen mocht reizen in de vertrekzone (waar gestempeld is) en in alle aangrenzende zones. Het maximaal af te stempelen strippen was 20.
Indien de strippenkaart onvoldoende lege strippen voor de reis had kon men verder strippen op een nieuwe kaart maar moest dan de laatste strip van de oude kaart stempelen en doorstempelen op de nieuwe kaart. Bij een 45-strippenkaart diende men op de voorzijde de laatste strip te stempelen en dan door te gaan op de achterzijde. Ook konden meerdere personen op één strippenkaart reizen maar men diende per persoon het juiste aantal strippen af te stempelen.
De geldigheidsduur was afhankelijk van het aantal strippen 1 tot 3½ uur. Zolang de gestempelde strippen geldig waren mocht de reiziger, in de zones waarvoor was gestempeld, onbeperkt reizen en overstappen. Hij mocht de kaart, zolang die geldig was, ook voor de terugreis gebruiken, hij bleef dan immers binnen het gebied waarvoor gestempeld was. Het stempel was dus een soort sterabonnement van korte tijdsduur. Met 20 strippen mocht men gedurende 3½ uur onbeperkt in het hele land reizen. Het stempel gaf de instapzone, de tijd, weeknummer en dag weer. Vóór het zonenummer stond (dwars) het stempelnummer. Iedere stempel (ook die van de automaten) had een uniek nummer. Geleidelijk werd in sommige gevallen de geldigheidsduur verlaagd. Zo kon men bijvoorbeeld met 4 strippen (3 zones) oorspronkelijk 2 uur na afstempeling reizen, maar dat werd in oktober 1981 ingekort tot 1 uur. In sommige gevallen kwam dat neer op een verkapte tariefsverhoging, naast de halfjaarlijkse prijsverhoging.
Het aantal benodigde zones was vooraf te bepalen met een kaart die bij de meeste haltes hing, maar het systeem werd als vrij ingewikkeld ervaren. Bovendien pakte het systeem niet altijd rechtvaardig uit: wie bij een korte trip een zonegrens passeerde moest al voor twee zones stempelen (3 strippen), evenveel als voor een langere rit in een grote stad.
Merkwaardig was verder dat een kleine omweg toegestaan was in de buurt van het vertrekpunt, maar niet zonder bijbetaling in de buurt van het aankomstpunt. Bijvoorbeeld, een reis van Utrecht naar Zeist via Den Dolder kostte 5 strippen, een reis van Zeist naar Utrecht via Den Dolder slechts 4 strippen.
In 1985 werd in België een nationaal zonesysteem ingevoerd met een daarbij sterk op de Nederlandse lijkende strippenkaart, de Z-kaart (zie tarieven Belgische buurtspoorwegen).

## Afschaffing strippenkaart
Vanaf 2009 werd de strippenkaart geleidelijk vervangen door reizen op saldo met behulp van de OV-chipkaart.
De strippenkaart zou aanvankelijk op 1 oktober 2007 afgeschaft worden in de Rotterdamse metro, maar op 6 september dat jaar werd dat uitgesteld tot een op dat moment nog onbekende datum. Uiteindelijk werd op 31 oktober 2008 aangekondigd dat de afschaffing in de Rotterdamse metro per 29 januari 2009 in zou gaan. Een dag voordat de strippenkaart in de metro werd afgeschaft publiceerden journalisten van RTV Rijnmond een rapportage waarin ze lieten zien dat ze dagenlang onopgemerkt konden reizen met een gekraakte OV-chipkaart.
Op 27 augustus 2009 verloor de strippenkaart haar geldigheid in de Amsterdamse metro. Op 11 februari 2010 werd de strippenkaart in de rest van het Rotterdamse openbaar vervoer (bus en tram) afgeschaft en op 3 juni dat jaar volgde Amsterdam.
In de nacht van 27 op 28 januari 2011 nam de Tweede Kamer een motie aan om de afschaffing van de strippenkaart in Zuid-Holland, die gepland was voor 3 februari, een maand op te schorten. Reden was de fraudegevoeligheid van de OV-chipkaart. Enkele dagen eerder kwam aan het licht dat het heel eenvoudig is, met behulp van op internet te downloaden software en een leesapparaatje van enkele tientjes, het saldo op de kaart aan te passen. Ook kan men met dezelfde hulpmiddelen thuis de kaart zo manipuleren dat het bij controle in de trein lijkt of men heeft ingecheckt, zonder dat daadwerkelijk saldo wordt afgeboekt. Verkeersminister Melanie Schultz van Haegen kreeg van de Kamer een maand de tijd om de risico's van deze fraude in kaart te brengen. De strippenkaart werd uiteindelijk op 19 mei 2011 afgeschaft in geheel Zuid-Holland.
Volgens plan zou de Stadsregio Arnhem/Nijmegen al op 18 november 2010 de strippenkaart afschaffen. Omdat de voorbereidingstijd te krap bleek werd dit opgeschort. Wel werden op 1 november 2010 de in de wagen verkochte dalurenkaartjes (KAN-kaartje Nijmegen en Dalkaartje Arnhem) afgeschaft, ondanks protesten van diverse consumentenorganisaties.
Op 30 juni 2011 verloor de strippenkaart haar waarde in de provincies Overijssel, Gelderland (inclusief de stadsregio Arnhem-Nijmegen), Friesland, Flevoland en Noord-Holland. Een week later volgden de provincies Limburg en Zeeland. In de provincie Zeeland ging de wagenverkoop van de 2-, 3- en 8-strippenkaart tijdelijk door omdat er nog geen regionale ritkaarten leverbaar waren. Op 1 januari 2012 werden de kaarten vervangen door de Zeeuwse strip. Deze is qua geldigheid en prijs identiek aan de 2-, 3-, 8-strippenkaart, maar dan met een regionale opdruk. Er is ook nog een C-kaart, dit is een combikaart (voorheen Buzzer/Dagkaart Zeeland). De wagenverkoop in Zeeuws-Vlaanderen wordt bewust niet afgeschaft vanwege de Belgische reizigers die geen OV-chipkaart bezitten. Ook zijn er geen chipkaartlezers aanwezig op de bussen van de Vlaamse Vervoermaatschappij "De Lijn" die op lijn 42 naar Brugge rijden. De provincie, die als opdrachtgever zelf regels kan bepalen, verplicht de vervoersmaatschappijen het zonesysteem te blijven hanteren. Er zijn meer regio's die na de komst van de OV-chipkaart toch regionale kaartjes blijven verkopen, dit kan in de vorm van papieren kaartjes of wegwerp-OV-chipkaarten.
De voorverkoop van de strippenkaart is in de laatste regio's (provincies Groningen, Drenthe, Noord-Brabant en Utrecht) gestopt op 24 oktober 2011. Daar dit de laatste provincies waren waar de strippenkaart nog geaccepteerd werd, betekende dit dat de strippenkaart hiermee geheel was afgeschaft en tevens liquidatie van Vervoersbewijzen Nederland, het bedrijf dat verantwoordelijk was voor de nationale vervoersbewijzen. De toestemming hiervoor werd op 6 september 2011 door minister van Infrastructuur Melanie Schultz van Haegen gegeven. De laatste nog in omloop zijnde nationale strippenkaarten verloren per 3 november 2011 hun geldigheid. Na ruim 31 jaar was de strippenkaart verleden tijd.

## Maatregelen tegen fraude
De eerste strippenkaarten waren egaal lichtblauw en bleken zeer fraudegevoelig te zijn. Later voegde men allerlei veiligheidsmaatregelen in waarbij de kaart als beveiligd drukwerk werd gedrukt bij de Stadsdrukkerij in Amsterdam. Over de hele lengte was een afbeelding zichtbaar en er werd een hologramachtige strip aan de bovenzijde in het papier opgenomen. Nog later werden de contouren van de strippen rond gemaakt en de vulling van de strip kreeg een gradueel kleurverloop, er stonden voor het blote oog niet-leesbare teksten in, die op een kopie duidelijk opvielen. De nummers stonden in een apart kadertje en de kaart was geïmpregneerd met een vloeistof waar de stempelinkt mee reageerde: deze kleurde in enkele minuten van rood naar blauw.

## Tarieven en soorten
In het begin waren er alleen 6- en 10-strippenkaarten (wagenverkoop) en 15-strippenkaarten (voorverkoop). In 1986 kwamen er 2- en 3-strippenkaarten ter vervanging van de 6-strippenkaart. Dit om incidentele reizigers tegemoet te komen die dan, indien men maar één enkele rit maakte, geen hele 6-strippenkaart hoefden te kopen. In de grote steden kon voortaan een 3-strippenkaart als uurnetkaart worden gebruikt, die geldig was in de hele stad.
Op 1 september 1992 werd de 10-strippenkaart, ook als geheel te gebruiken als dagkaart, vervangen door de 8-strippenkaart. Dit om de dagkaart na de tariefsverhoging van dat jaar op een aanvaardbaar prijsniveau te houden. Ook kwam er een, per rit iets goedkopere, 45-strippenkaart in de voorverkoop. Deze kaart bevatte zowel op de voor als achterkant strippen. Indien doorgestempeld werd op de achterzijde diende ook de laatste strip op de voorzijde gestempeld te worden net als bij het gebruik van een oude naar een nieuwe kaart.

### Dagkaart
Twee 10-strippenkaarten, sinds 1 september 1992 twee 8-strippenkaarten, konden gelden als landelijke dagkaart. Die kostte daarmee op het laatst € 12,80. Tot de afschaffing van de strippenkaart was de dagkaart overal geldig, ook in Amsterdam en Rotterdam. Men kon voor de metrotourniquets een gratis sleutelkaart krijgen. In sommige gevallen (bijvoorbeeld een interliner) kon men alleen met een toeslag reizen (het HOV-tarief). Voor het reductietarief kon met één kaart worden volstaan. Eén kaart kon worden gebruikt als dagkaart in een van de grote steden. Voor het reductietarief kon men volstaan met een halve langsgestempelde kaart, waarbij de andere helft nogmaals als dagkaart of als losse strippen kon worden gebruikt. Tot in 2009 bestond ook de zomerzwerfkaart die dezelfde mogelijkheden bood, maar goedkoper was.

### Reductie
Alleen van de 15-strippenkaart bestond er een reductieversie. Deze roze gekleurde kaart was goedkoper dan de voltariefversie en mocht alleen gebruikt worden door:
- Nederlanders van 65 jaar of ouder met een Pas 65 of een ander geldig legitimatiebewijs
- Buitenlanders van 65 jaar of ouder met een geldig paspoort
- Houders van een OV-studentenkaart (op de tijden dat deze kaart als kortingskaart geldig was)
- Kinderen van 4 tot en met 11 jaar (tot april 1987 was dit 4 t/m 9 jaar)
- Aangelijnde honden die anders dan op schoot meereisden. Kleine honden en andere kleine huisdieren, die in een tas of aangelijnd op schoot zaten, mochten gratis meereizen. In alle andere gevallen moest men het gereduceerde tarief betalen, ongeacht of de dieren onder een stoel of bank meereisden. Sinds april 2007 geldt dit niet meer in Groningen, Amsterdam en Rotterdam, in deze steden mogen sindsdien alle honden gratis meereizen. Later is het gereduceerde tarief door de komst van de OV-chipkaart voor honden in heel Nederland afgeschaft.

Aanvankelijk kostte de reductiekaart de helft van de normale 15-strippenkaart. In die tijd mochten twee reductiegerechtigden samen op één afstempeling van een voltariefkaart reizen. Het prijsverschil tussen reductiekaart en voltariefkaart werd geleidelijk minder totdat het in 2004 was teruggebracht tot 34%.

### Tarievenoverzicht
Hieronder een overzicht van de verschillende strippenkaarten door de jaren heen met bijbehorende tarieven. Een strippenkaart uit de voorverkoop was tot één jaar na tariefswijziging nog te gebruiken. In de wet was vastgelegd dat het omwisselen van strippenkaarten, geldig of ongeldig, ongebruikt of gedeeltelijk gebruikt, niet mogelijk was. Ook teruggave van geld was niet mogelijk.
De roze kolom toont de prijs van de reductiekaart.
|                  | Wagenverkoop (aantal strippen) | Wagenverkoop (aantal strippen) | Wagenverkoop (aantal strippen) | Wagenverkoop (aantal strippen) | Wagenverkoop (aantal strippen) | Voorverkoop (aantal strippen) | Voorverkoop (aantal strippen) | Voorverkoop (aantal strippen) |
| Datum            | 2                              | 3                              | 6                              | 8                              | 10                             | 15                            | 45                            | 15 (reductie)                 |
| ---------------- | ------------------------------ | ------------------------------ | ------------------------------ | ------------------------------ | ------------------------------ | ----------------------------- | ----------------------------- | ----------------------------- |
| 1 mei 1980       |                                |                                |                                |                                |                                | ƒ 5,00                        |                               | ƒ 2,50                        |
| 1 oktober 1980   |                                |                                | ƒ 2,85                         |                                | ƒ 4,75                         | ƒ 5,35                        |                               | ƒ 2,70                        |
| 1 mei 1981       |                                |                                | ƒ 3,00                         |                                | ƒ 5,00                         | ƒ 5,60                        |                               | ƒ 2,80                        |
| 1 oktober 1981   |                                |                                | ƒ 3,30                         |                                | ƒ 5,50                         | ƒ 6,00                        |                               | ƒ 3,00                        |
| 1 april 1982     |                                |                                | ƒ 3,55                         |                                | ƒ 5,90                         | ƒ 6,00                        |                               | ƒ 3,00                        |
| 1 oktober 1982   |                                |                                | ƒ 4,00                         |                                | ƒ 6,50                         | ƒ 6,30                        |                               | ƒ 3,15                        |
| 1 april 1983     |                                |                                | ƒ 4,50                         |                                | ƒ 7,40                         | ƒ 7,10                        |                               | ƒ 3,55                        |
| 1 april 1984     |                                |                                | ƒ 4,75                         |                                | ƒ 7,85                         | ƒ 7,55                        |                               | ƒ 3,80                        |
| 1 april 1985     | ƒ 1,60                         | ƒ 2,40                         | ƒ 4,80                         |                                | ƒ 8,00                         | ƒ 8,05                        |                               | ƒ 4,05                        |
| 1 april 1986     | ƒ 1,70                         | ƒ 2,55                         |                                |                                | ƒ 8,40                         | ƒ 8,45                        | ƒ 24,75                       | ƒ 4,25                        |
| 1 april 1987     | ƒ 1,75                         | ƒ 2,55                         |                                |                                | ƒ 8,65                         | ƒ 8,65                        | ƒ 25,35                       | ƒ 4,35                        |
| 1 januari 1989   | ƒ 1,80                         | ƒ 2,65                         |                                |                                | ƒ 8,85                         | ƒ 8,85                        | ƒ 25,85                       | ƒ 4,45                        |
| 1 april 1990     | ƒ 1,85                         | ƒ 2,70                         |                                |                                | ƒ 9,00                         | ƒ 9,05                        | ƒ 26,35                       | ƒ 4,55                        |
| 1 januari 1991   | ƒ 2,00                         | ƒ 2,85                         |                                |                                | ƒ 9,50                         | ƒ 9,35                        | ƒ 27,25                       | ƒ 4,70                        |
| 1 september 1991 | ƒ 2,00                         | ƒ 2,85                         |                                |                                | ƒ 9,50                         | ƒ 9,65                        | ƒ 28,15                       | ƒ 4,85                        |
| 1 januari 1992   | ƒ 2,25                         | ƒ 3,25                         |                                |                                | ƒ 10,25                        | ƒ 10,25                       | ƒ 29,00                       | ƒ 5,00                        |
| 1 september 1992 | ƒ 2,75                         | ƒ 3,25                         |                                | ƒ 11,00                        |                                | ƒ 10,25                       | ƒ 29,00                       | ƒ 5,00                        |
| 1 januari 1993   | ƒ 3,00                         | ƒ 4,25                         |                                | ƒ 11,50                        |                                | ƒ 10,75                       | ƒ 31,00                       | ƒ 5,50                        |
| 1 januari 1994   | ƒ 3,00                         | ƒ 4,50                         |                                | ƒ 12,00                        |                                | ƒ 11,00                       | ƒ 32,25                       | ƒ 5,75                        |
| 1 januari 1995   | ƒ 3,00                         | ƒ 4,50                         |                                | ƒ 12,00                        |                                | ƒ 11,00                       | ƒ 32,25                       | ƒ 6,00                        |
| 1 januari 1996   | ƒ 3,00                         | ƒ 4,50                         |                                | ƒ 12,00                        |                                | ƒ 11,00                       | ƒ 32,25                       | ƒ 6,25                        |
| 1 januari 1997   | ƒ 3,00                         | ƒ 4,50                         |                                | ƒ 12,00                        |                                | ƒ 11,25                       | ƒ 33,00                       | ƒ 6,75                        |
| 1 januari 1998   | ƒ 3,00                         | ƒ 4,50                         |                                | ƒ 12,00                        |                                | ƒ 11,50                       | ƒ 33,75                       | ƒ 6,75                        |
| 1 januari 1999   | ƒ 3,00                         | ƒ 4,50                         |                                | ƒ 12,00                        |                                | ƒ 11,75                       | ƒ 34,50                       | ƒ 7,00                        |
| 1 januari 2000   | ƒ 3,00                         | ƒ 4,50                         |                                | ƒ 12,00                        |                                | ƒ 12,00                       | ƒ 35,25                       | ƒ 7,25                        |
| 1 januari 2001   | ƒ 3,00                         | ƒ 4,50                         |                                | ƒ 12,00                        |                                | ƒ 12,50                       | ƒ 36,75                       | ƒ 7,75                        |
| 1 januari 2002   | € 1,40                         | € 2,10                         |                                | € 5,60                         |                                | € 5,90                        | € 17,40                       | € 3,70                        |
| 1 januari 2003   | € 1,60                         | € 2,40                         |                                | € 6,40                         |                                | € 6,20                        | € 18,30                       | € 3,90                        |
| 1 januari 2004   | € 1,60                         | € 2,40                         |                                | € 6,40                         |                                | € 6,40                        | € 18,90                       | € 4,20                        |
| 1 januari 2005   | € 1,60                         | € 2,40                         |                                | € 6,40                         |                                | € 6,50                        | € 19,20                       | € 4,30                        |
| 1 januari 2006   | € 1,60                         | € 2,40                         |                                | € 6,40                         |                                | € 6,70                        | € 19,80                       | € 4,40                        |
| 1 januari 2007   | € 1,60                         | € 2,40                         |                                | € 6,40                         |                                | € 6,80                        | € 20,10                       | € 4,50                        |
| 1 januari 2008   | € 1,60                         | € 2,40                         |                                | € 6,40                         |                                | € 6,90                        | € 20,40                       | € 4,60                        |
| 1 januari 2009   | € 1,60                         | € 2,40                         |                                | € 6,40                         |                                | € 7,30                        | € 21,60                       | € 4,80                        |
| 1 januari 2010   | € 1,60                         | € 2,40                         |                                | € 6,40                         |                                | € 7,60                        | € 22,50                       | € 5,00                        |
| 1 januari 2011   | € 1,60                         | € 2,40                         |                                | € 6,40                         |                                | € 7,70                        | € 22,80                       | € 5,00                        |

#### Inflatie
Onderstaande tabel laat de gemiddelde prijsstijgingen van de voorverkoop strippenkaarten zien vanaf 2001.
| 2001   | 2002   | 2003   | 2004   | 2005   | 2006   | 2007   | 2008   | 2009   | 2010   | 2011   |
| ------ | ------ | ------ | ------ | ------ | ------ | ------ | ------ | ------ | ------ | ------ |
| 3,90 % | 4,22 % | 5,50 % | 4,87 % | 2,60 % | 2,62 % | 1,60 % | 2,50 % | 4,50 % | 4,30 % | 1,30 % |

### Afwijkende metrokaarten
Bij de metro in Amsterdam en Rotterdam en in de sneltram Utrecht-Nieuwegein waren in de kaartverkoopautomaat uitsluitend afwijkende kaartjes verkrijgbaar. Het betrof enkele ritten van 1 tot 4 zones welke afgeleid waren van de prijs per strip op een 6-strippenkaart (later 2 en 3-strippenkaart). In sommige automaten waren de prijzen afgerond op kwartjes en was men goedkoper uit, omdat men naar beneden afrondde. Bij de oude automaten kwamen de kaartjes van een rol. Bij latere automaten leken ze op strippenkaarten, maar waren het niet.

### Chipknip
Bij onder meer Hermes was het een tijdlang mogelijk op de bus een enkele rit te kopen tegen het voorverkooptarief van de strippenkaart en dit met een chipknip te betalen.

## Strippenkaart op HOV-lijnen
Op de meeste HOV-snelbussen waren strippenkaarten ook geldig, mits voorzien van een toeslagkaartje of -abonnement in de spits. Tot 2006 was de geldigheid inclusief overstap beperkt tot 18 zones (19 strippen). Toen vanaf 2007 de HOV-tarieven werden aangepast, verviel dit plafond en vanaf dat moment mochten er ook 20 strippen gestempeld worden, waardoor er binnen circa 3½ uur in een onbeperkt aantal zones gereisd kon worden.

## Strippenkaart op treintrajecten
De strippenkaart was ook geldig op de volgende treintrajecten:
- Tussen alle stations in Amsterdam, Diemen en Duivendrecht
- Tussen alle stations in Den Haag, Rijswijk en Voorburg/Leidschendam
- Tussen alle stations in Rotterdam, Capelle, Schiedam en Vlaardingen
- Utrecht Overvecht – Utrecht Centraal – Utrecht Lunetten
- Groningen – Roodeschool
- Groningen – Delfzijl
- Groningen – Nieuweschans – Leer
- Arnhem – Winterswijk
- Zutphen – Winterswijk
- Zutphen – Oldenzaal
- Zutphen – Apeldoorn
- Maastricht Randwyck – Maastricht – Heerlen – Kerkrade

## Correctiestrippen
Was er foutief gestempeld, voorheen werd hiervoor een "correctiekaartje" afgegeven, dan had de bestuurder, conducteur of chauffeur correctiestrippen die op het foutieve stempel moesten worden geplakt waarna opnieuw gestempeld kon worden. Ook diende er dan aan de onderzijde van de kaart een stempel ter controle geplaatst te worden.

## Alternatieven
Bij veel vervoersmaatschappijen bleven, vaak in samenspraak met de opdrachtgever, eigen kaartjes en alternatieven geldig. Zo waren er Met-Elkaartjes, Dalurendagkaartjes, Dalkaartjes, Buzzers en Eurokaartjes.

## Speciale strippenkaarten
In 1985 bracht Persil een fosfaat vrij wasmiddel "Groene Persil" op de markt. In 1987 werd als promotieactie een gratis 
6 strippenkaart ter waarde van fl. 5.20 bij de verpakking van het wasmiddel bijgevoegd.       
Deze "groene" strippenkaart kon behalve maandag tot en met vrijdag tussen 7 en 9 uur in het stads en streekvervoer, ook bepaalde treintrajecten, worden gebruikt. De kaart mocht ook gecombineerd worden met een gewone strippenkaart en kon tot en met 31 maart 1988 worden gebruikt.     

## Strippenkaart buiten het openbaar vervoer
De strippenkaart is zo'n ingeburgerd concept dat het ook buiten het openbaar vervoer gebruikt wordt. Zo zijn er bijvoorbeeld strippenkaarten voor zwembaden of restaurants, waarmee met een vooraf betaald bedrag meerdere keren gebruik gemaakt kan worden van de betreffende dienst.